# Piotr Siemieniuk
Piotr Michajłowicz Siemieniuk (ur. 12 stycznia?/24 stycznia 1899 w miejscowości Nowo-Domiestowo na Grodzieńszczyźnie, zm. ?) – generał-major Armii Czerwonej służący w LWP.

## Życiorys
Z pochodzenia Białorusin. W latach 1912–1915 uczył się w gimnazjum w Słonimiu, potem został ewakuowany do Kaługi, gdzie pracował jako robotnik, a od maja 1918 urzędnik oddziału sanitarnego w gubernialnym komisariacie wojennym w Kałudze.
W marcu 1919 wcielony do Armii Czerwonej, żołnierz pułku inżynieryjnego, w maju 1919 wstąpił do Rosyjskiej Komunistycznej Partii (bolszewików), w lutym 1921 został zastępcą dowódcy kompanii saperów w 48 Dywizji Piechoty w Twerze, a w czerwcu 1922 inspektorem rozminowania. Od XI 1925 pracował w sztabie Moskiewskiego Okręgu Wojskowego. W latach 1932–1937 studiował w Wojskowej Akademii Inżynieryjnej im. Waleriana Kujbyszewa w Moskwie, po czym został inżynierem mechanikiem.
W VIII 1940 został szefem oddziału w Głównym Zarządzie Administracyjnym Armii Czerwonej w Moskwie, od września 1942 w sztabie Frontu Zakaukaskiego. 12 IX 1944 w stopniu podpułkownika skierowany do służby w "ludowym" WP, został pomocnikiem szefa Wojsk Inżynieryjnych WP ds. zaopatrzenia. 11 XI 1944 Ludowy Komisariat Obrony ZSRR mianował go pułkownikiem saperów Armii Czerwonej. Po wojnie kierował wydziałem w Departamencie Wojskowo-Inżynieryjnym MON, od 1 I 1947 zastępca szefa departamentu.
Od 1 VI 1951 zastępca komendanta Wojskowej Akademii Technicznej w Warszawie ds. technicznych. 31 V 1954 mianowany generałem-majorem wojsk inżynieryjnych przez Prezydium Rady Ministrów ZSRR. Od 26 X 1955 zastępca szefa Wojsk Inżynieryjnych WP ds. technicznych. W grudniu 1956 zakończył służbę w WP i powrócił do ZSRR. Dalsze jego losy nie są znane.

## Odznaczenia
- Order Sztandaru Pracy II klasy (1956)
- Krzyż Oficerski Orderu Odrodzenia Polski (1954)
- Krzyż Kawalerski Orderu Odrodzenia Polski (1949)
- Order Krzyża Grunwaldu III klasy (1945)
- Złoty Krzyż Zasługi (1946)
- Srebrny Krzyż Zasługi (1945)
- Medal za Warszawę 1939–1945 (1946)
- Srebrny Medal „Siły Zbrojne w Służbie Ojczyzny” (1954)
- Order Lenina (1945)
- Medal „Za zwycięstwo nad Niemcami w Wielkiej Wojnie Ojczyźnianej 1941–1945” (1945)
- Medal „Za wyzwolenie Warszawy” (1945)